# Bồ câu đưa thư

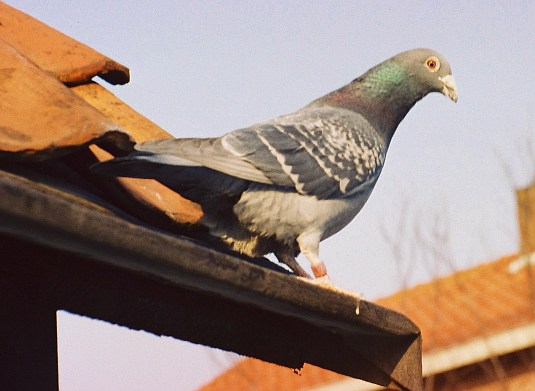
Một con bồ câu đưa thư

Bồ câu đưa thư hay bồ câu liên lạc là một giống bồ câu nhà được nuôi dưỡng, huấn luyện để chuyên dùng vào mục đích liên lạc thông tin, thường là hình thức đưa, gửi các bức thư, chúng là một phương tiện thông tin liên lạc khá hữu dụng, và dùng nhiều trong chiến tranh với hình thức đội quân động vật. Người ta nhận thấy loài bồ câu biết định vị và bay về nhà ở một khoảng cách khá xa, có khi lên đến cả hàng ngàn km do đó đã huấn con chim đó chuyển thông tin về nhà một cách nhanh chóng, vì thế chúng được gọi là bồ câu đưa thư.

## Khả năng
Khả năng đưa thư của loài bồ câu đã được biết đến từ thời Ai Cập cổ đại. Tuy nhiên bồ câu đưa thư đơn giản chỉ lần theo các tuyến đường, chim bồ câu có khả năng bắt chước và ghi nhớ rất tốt, quá trình tiến hóa được thúc đẩy bởi khả năng ghi nhớ dài hạn, cho phép động vật nhớ những sự kiện đặc biệt ở thế giới bên ngoài và những hành vi phù hợp với sự kiện ấy. Do đó, để có thể sinh tồn, khả năng ghi nhớ dài hạn ở động vật ngày càng được hoàn thiện. Loài chim bồ câu nắm bắt rất hiệu quả những con đường khi chúng bay có đôi. Nếu có bạn đồng hành, chúng sẽ đủ thông minh để làm con đường ngắn lại hơn là khi bay một mình.
Các bưu tá viên bồ câu không tìm đường đến địa chỉ người nhận thư bằng cách định hướng theo mặt trời. Chúng bay dọc theo đường lớn, chuyển hướng ở các giao lộ, thậm chí vòng theo bùng binh. Chim bồ câu có thể tự tìm đường khi thực hiện các cuộc hành trình dài, ngay cả lần đầu tiên làm nhiệm vụ. Khi bay nhiều lần trên cùng một tuyến đường, chúng thường nghỉ ngơi ở một chỗ quen thuộc trên đường đi. Khả năng tìm hướng bay bằng khứu giác của bồ câu. 

## Huấn luyện

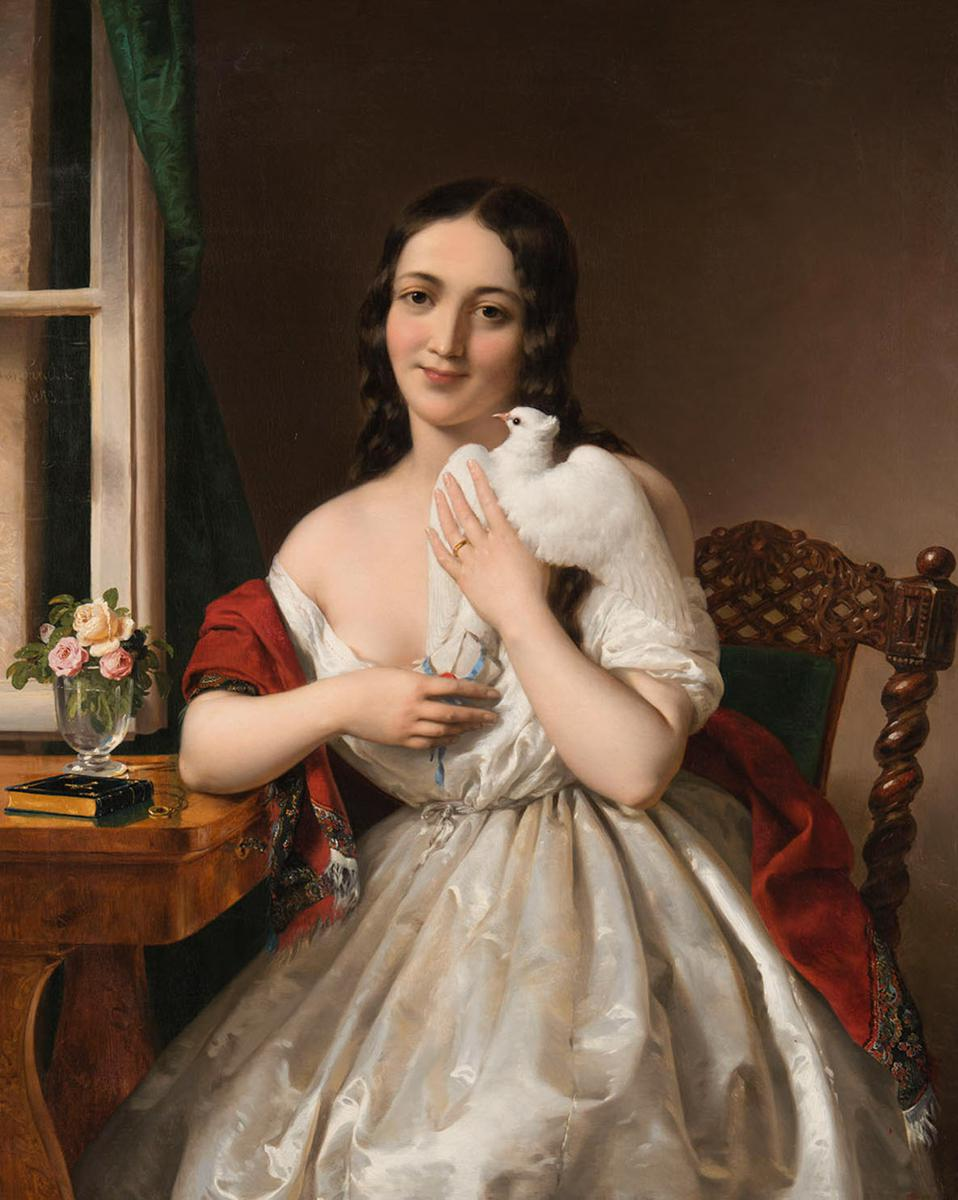
Họa phẩm về bồ câu đưa thư mang một cánh thư đến cho một cô tiểu thư

Bồ câu đưa thư thì cũng nuôi như bồ câu bình thường, nhưng sẽ nuôi tại một cơ sở nào đó để nhận thư, khi muốn chúng đưa thư thì chúng ta mang chúng theo, đến khi cần chúng mang thư thì viết thư ngắn gọn buộc vào chân và thả chúng ra, chúng sẽ tìm đường bay về nhà và mang theo bức thư đó, người nhà chúng ta sẽ nhận được thư. Không phải giống nào cũng đưa được thư, mà chỉ có một số giống bồ câu đưa được thư mà thôi. Người ta thường mua chim con tầm từ 4 đến 8 tuần tuổi, nuôi chúng lớn khoảng 3 tháng thì có thể tập huấn gần trong vòng vài chục km với các khoảng cách tăng dần hay đợi đến khi con chim bắt đầu cặp đôi để sinh sản thì đem chúng đi tập huấn. Đến tuổi này thì có thể tập huấn các khoảng cách.

## Thông tin
Một chú bồ câu đưa thư được bán giá 400.000 USD, mức cao kỷ lục từ trước tới nay, Kỷ lục trước đó thuộc về một chú chim bồ câu thể thao của Bỉ, được bán với giá 322.000 USD đồng thời thiết lập được kỷ lục thế giới khác về tổng số tiền thu được, 530 con chim bồ câu đã được bán với giá 5,58 triệu USD.Ở Việt Nam, người ta từng phát hiện con chim bồ câu lạ bị dùng súng cao su bắn rơi thì gia đình phát hiện nhiều ký tự lạ trên lông và chân của chim, đây là những ký tự chữ Trung Quốc làm dấy lên sự đồn đoán.